# Skoky do vody na mistrovství světa v plaveckých sportech 1998
Závody v skocích do vody na mistrovství světa v plaveckých sportech za rok 1998 proběhly v Perthu, Austrálie ve dnech 1. až 11. září 1998.

## Česká stopa
Na tomto mistrovství světa Česko nemělo ve skocích do vody zastoupení.

## Výsledky

### Individuální disciplíny
| Muži              | Zlato                    | Zlato  | Stříbro             | Stříbro | Bronz                      | Bronz  |
| ----------------- | ------------------------ | ------ | ------------------- | ------- | -------------------------- | ------ |
| Skoky z 1 m prkna | Jü Čuo-čcheng (CHN)      | 417,54 | Troy Dumais (USA)   | 415,74  | Holger Schlepps (GER)      | 398,31 |
| Skoky z 3 m prkna | Dmitrij Sautin (RUS)     | 746,79 | Čou I-lin (CHN)     | 694,92  | Vasilij Lisovskij (RUS)    | 651,60 |
| Skoky z 10 m věže | Dmitrij Sautin (RUS)     | 750,99 | Tchien Liang (CHN)  | 699,30  | Jan Hempel (GER)           | 624,15 |
| Ženy              | Zlato                    | Zlato  | Stříbro             | Stříbro | Bronz                      | Bronz  |
| Skoky z 1 m prkna | Irina Lašková (RUS)      | 296,07 | Vera Iljinová (RUS) | 288,06  | Čang Ťing (CHN)            | 260,31 |
| Skoky z 3 m prkna | Julija Pachalinová (RUS) | 544,62 | Kuo Ťing-ťing (CHN) | 518,76  | Chantelle Michellová (AUS) | 515,07 |
| Skoky z 10 m věže | Olena Župinová (UKR)     | 550,41 | Cchaj Jü-jen (CHN)  | 536,25  | Li Čchen (CHN)             | 519,45 |

### Týmové disciplíny
| Muži                                     | Zlato                                               | Zlato  | Stříbro                                          | Stříbro | Bronz                                         | Bronz  |
| ---------------------------------------- | --------------------------------------------------- | ------ | ------------------------------------------------ | ------- | --------------------------------------------- | ------ |
| Synchronizované skoky dvojic z 3 m prkna | Čína (CHN) (Sü Chao, Jü Čuo-čcheng)                 | 313,50 | Německo (GER) (Alexander Mesch, Holger Schlepps) | 308,28  | Austrálie (AUS) (Shannon Roy, Dean Pullar)    | 305,16 |
| Synchronizované skoky dvojic z 10 m věže | Čína (CHN) (Sun Šu-wej, Tchien Liang)               | 326,34 | Německo (GER) (Michael Kühne, Jan Hempel)        | 308,01  | Rusko (RUS) (Alexandr Varlamov, Igor Lukašin) | 304,02 |
| Ženy                                     | Zlato                                               | Zlato  | Stříbro                                          | Stříbro | Bronz                                         | Bronz  |
| Synchronizované skoky dvojic z 3 m prkna | Rusko (RUS) (Irina Lašková, Julija Pachalinová)     | 282,30 | Čína (CHN) (Žao Lang, Li Čchen)                  | 276,18  | USA (USA) (Kathryn Peseková, Tracy Bonnerová) | 263,91 |
| Synchronizované skoky dvojic z 10 m věže | Ukrajina (UKR) (Olena Župinová, Svitlana Serbinová) | 278,28 | Čína (CHN) (Čchen Li-sia, Cchaj Jü-jen)          | 276,54  | USA (USA) (Kristin Linková, Lindsay Longová)  | 265,47 |

## Medailová bilance
Ve skocích do vody se rozdělily celkem 10 sad medailí.
| Pořadí | Stát            |       | Muži    | Muži  | Muži  |         | Ženy  | Ženy  | Ženy    |       | Muži + Ženy | Muži + Ženy | Muži + Ženy | Celkem |
| Pořadí | Stát            | Zlato | Stříbro | Bronz | Zlato | Stříbro | Bronz | Zlato | Stříbro | Bronz |             |             |             | Celkem |
| ------ | --------------- | ----- | ------- | ----- | ----- | ------- | ----- | ----- | ------- | ----- | ----------- | ----------- | ----------- | ------ |
| 1.     | Rusko (RUS)     |       | 2       | 0     | 2     |         | 3     | 1     | 0       |       | 5           | 1           | 2           | 8      |
| 2.     | Čína (CHN)      |       | 3       | 2     | 0     |         | 0     | 4     | 2       |       | 3           | 6           | 2           | 11     |
| 3.     | Ukrajina (UKR)  |       | 0       | 0     | 0     |         | 2     | 0     | 0       |       | 2           | 0           | 0           | 2      |
| 4.     | Německo (GER)   |       | 0       | 2     | 2     |         | 0     | 0     | 0       |       | 0           | 2           | 2           | 4      |
| 5.     | USA (USA)       |       | 0       | 1     | 0     |         | 0     | 0     | 2       |       | 0           | 1           | 2           | 3      |
| 6.     | Austrálie (AUS) |       | 0       | 0     | 1     |         | 0     | 0     | 1       |       | 0           | 0           | 2           | 2      |
| Celkem | Celkem          |       | 5       | 5     | 5     |         | 5     | 5     | 5       |       | 10          | 10          | 10          | 30     |